# Amélie Morin
Pour les articles homonymes, voir Morin.
Amélie Morin, de son vrai nom Brigitte Morin-Brégeat, est une chanteuse et comédienne française, née canadienne, née le 3 juin 1956 à Montréal.
Elle s'est fait connaître dans les années 1980 avec son tube « J'étais venue pour dire bonjour » et ses nombreux doublages de séries télévisées pour la jeunesse, parmi lesquelles Candy Candy.

## Discographie

### Albums
- 1981 : J'étais venue pour dire bonjour (Philips)
  - Face A : J'étais venue pour dire bonjour - Les colifichets - Toute seule le soir - Rien ne va plus - Amélie
  - Face B : 33 - La gueule à l'envers - Prosper - Je cherche l'homme idéal - Les secrets d'Alice
- 1982 : Drôle de dream (Philips)
  - Face A : Comme un petit soleil après la pluie - American Stress - Pattemouille - Saut de chat - Angela
  - Face B : Qu'est-ce qui me raconte une histoire drôle ? - Parasite, parano, pas rasé - L'eau des fleurs - Deux hommes à la fois - Le terrestre extra
- 2006 : Double écho (FGL) double CD. Intégrale, 35 chansons dont 10 inédits.
- 2008 : Astral gramme nouvel album 11 titres (sortie le 15 décembre 2008)
- 2009 : Double Echo-Prestige (Anthologie-FGL) Digibox- 35 titres (sortie le 1er juillet 2009)

### Singles (45 tours)
- 1981 : J'étais venue pour dire bonjour / Toute seule le soir (Philips)
- 1981 : Rien ne va plus / 33 (Philips)
- 1982 : Comme un petit soleil après la pluie / Qu'est ce qui m'raconte une histoire drôle (Philips)
- 1983 : Le terrestre extra / Parasite, parano, pas rasé (Philips)
- 1983 : Jim / Nomade (Philips)
- 1984 : J'm'ennuie toute seule dans mon tableau / Dors tranquille
- 1986 : Mimi Cracra (Enregistré sous le seul nom d'Amélie)

## Doublage

### Cinéma

#### Films
- Olivia Hack dans :
  - La Tribu Brady (1995) : Cindy Brady
  - Les Nouvelles Aventures de la famille Brady (1996) : Cindy Brady
- 1973[n 1] : Breezy : Edith Alice Breezerman, « Breezy » (Kay Lenz)
- 1981 : Massacres dans le train fantôme : Amy Harper (Elizabeth Berridge)
- 1982 : Annie : Annie (Aileen Quinn)
- 1983 : Wargames : Jennifer Katherine Mack (Ally Sheedy)
- 1983 : La Foire des ténèbres : Will Halloway (Vidal Peterson)
- 1984 : Karaté Kid : Ali Mills (Elisabeth Shue)
- 1984 : Vœux sanglants : Marcia (Marilyn Kagan)
- 1984 : Dune : Alia (Alicia Witt)
- 1985 : Explorers : Lori Swenson (Amanda Peterson)
- 1985 : Gymkata : Le parcours de la mort : Princesse Rubali (Tetchie Agbayani)
- 1985 : Une Créature de rêve : Debbie (Suzanne Snyder)
- 1985 : Natty Gann : la Fermière (Verna Bloom)
- 1986 : Star Slammer : la prison des étoiles : Scratch (Dori Renee Crofts)
- 1988 : L'Aventure fantastique : Wanda Saknussemm (Kathy Ireland)
- 1989 : Vidéokid : L'Enfant génial[2] : Haley (Jenny Lewis)
- 1991 : Fais de l'air Fred : Elizabeth "Lizzie" Cronin (Phoebe Cates)
- 1993 : La maison aux esprits : Clara jeune (Grace Gummer)
- 1993 : Madame Doubtfire : Lydia Hillard (Lisa Jakub), Nathalie Hillard (Mara Wilson)
- 1993 : Au nom du père : Bridie Conlon (Leah McCullagh)
- 1994 : Greedy : Les héritiers affamés : Jolene (Kirsten Dunst)
- 1996 : La Compétition : Oni Nagano (Nadja Pionilla)
- 2000 : Tokyo Raiders : Saori (Cecilla Cheung)

#### Films d'animation
- 1977[n 2] : Dot et le Kangourou : Dot
- 1982[n 3] : Les Malheurs de Heidi : Clara
- 1982[n 3] : Le Vol du Dragon : la princesse Mélinsande
- 1983 : Cathy la petite chenille : Cathy
- 1984 : Le Conte des deux cités : Lucie Manette
- 1985 : Les Minipouss : Leur véritable histoire : Lucie
- 1986 : Les Minipouss et la Statue de la Liberté : Lucie
- 1993[n 4] : Ninja Scroll : Kagèro
- 1993 : Sailor Moon : Les Fleurs maléfiques : Mathilda / Sailor Venus, Camille Rivière
- 1999 : Doug, le film : Patti Mayonnaise
- 2000 : Dingo et Max 2 : Les Sportifs de l'extrême : voix additionnelles
- 2002 : Cendrillon 2 : Une vie de princesse : Daphnée
- 2006 : The Wild : le deuxième bousier

### Télévision

#### Téléfilms
- 1983 : Drôle de collège : Beth Franklin (Nancy McKeon)
- 1988 : Cadeau de Noël : Alexandra « Alex » Billings (Gennie James)
- 1989 : Mannequin sous haute protection : Jackie Flanders (Julia Duffy)
- 1991 : L'obsession de Pat Bennett : Marcia (Jenny Lewis)
- 1992 : Le choix d'une mère : Mary Beth (Carla Gugino)

#### Séries télévisées
- 1954-1973[n 5] : Lassie : Timmy Martin (Jon Provost)
- 1979-1993 : Côte Ouest : Olivia Cunningham (Tonya Crowe) (1re Voix)
- 1980 : Lucie la Terrible : Lucie Krause (Žaneta Fuchsová)
- 1984 : Le coffret magique : Jemina (Heidi Burton)
- 1984-1990 : Charles s'en charge : Jamie Powell (Nicole Eggert)
- 1985-1989 : Petite Merveille : Victoria "Vicki" Lawson (Tiffany Brissette)
- 1987-1991 : Les Années collège : Catherine Mead (Rebecca Haines)
- 1987-1995 : La Fête à la maison : Kimberly "Kimmy" Louise Gibber (Andrea Barber) (1re Voix : Saison 1 à 4), Kathy Santoni (Anne Marie McEvoy) (2e Voix)
- 1989-1993 : Sauvés par le gong : Stacey Carosi (Leah Remini)
- 1990-1996 : Le Prince de Bel-Air : Courtney (Nichole Francois)
- 1994-1998 : Ellen : Tracy (Joanna Daniels)
- 1994-1998 : Les incroyables pouvoirs d'Alex : Robyn Russo (Natanya Ross)

#### Séries d'animation
- 1966-1968[n 6] : Minifée : Paul
- 1969[n 7] : Judo Boy : Marie (épisode 15), Hélène (épisode 18 et 19), Madge et Martine (épisode 24)
- 1972[n 8] : Chappy : Domino
- 1974-1975[n 9] : Vic le Viking: Maria (épisode 57), Françoise (épisode 60) et Laura (épisode 76)
- 1975[n 10] : Les Aventures d'une souris sur Mars : la narratrice et voix diverses
- 1976-1978[n 11] : Candy Candy : Candy Neige André (2e voix)
- 1977[n 12] : Bouba : Joy (1er doublage)
- 1977-1980[n 2] : Edgar, le détective cambrioleur : Alice Henderson (épisode 27), Latika (épisode 31)
- 1978[n 13] : Conan, le fils du futur : Lana (2e doublage)
- 1979-1980[n 14] : Lady Oscar : Marie-Antoinette
- 1979-1981[n 15] : Ulysse 31 : Attina
- 1980-1981[n 3] : Tchaou et Grodo : Luna (épisode 33), Arabelle (épisode 35 à 37) et Nana (épisode 39)
- 1980-1985 : Charlotte aux fraises : Charlotte aux fraises
- 1982[n 3] : La Pimpa : Pimpa
- 1982 : Marie-Charlotte : Marie-Charlotte
- 1982[n 2] : L'Empire des Cinq : Ulrich
- 1982-1983[n 3] : Gigi : Alice du pays des merveilles, la petite fille aux allumettes (épisode 30), Magalie/ Petite Fée et la fée des glaces (épisode 59)
- 1982-1984[n 16] : L'Académie des Ninjas : Marie-Jo (Voix de remplacement)
- 1983-1984 : Les Maîtres de l'Univers : Princesse Katy, Armella (épisode
- 1983-1985 : Les Minipouss : Lucie
- 1983-1988 : Les Bisounours : Grosjojo
- 1984[n 17] : Cathy la petite fermière : Hélène
- 1984-1985 : Sherlock Holmes : Mme Hudson (voix de remplacement, épisode 1, 5 et 9) et le générique de début et fin de la série
- 1984-1987 : Les Entrechats : Daphné
- 1984-1987 : Mon Petit Poney : Megan (1re voix, parlée et chanté)
- 1985-1986 : Jayce et les Conquérants de la Lumière : voix additionnelles
- 1985-1986 : Les Mondes engloutis : Myra
- 1985-1987[n 18] : Le Collège fou, fou, fou : Laura
- 1985-1987 : Patapoufpoufs : voix additionnelles
- 1986 : Mimi Cracra : Mimi Cracra
- 1986[n 19] : Pollyanna : Sadie (derniers épisodes)
- 1986-1988 : Denis la Malice : Marguerite
- 1986-1987 : La Vie des Botes : Lucie
- 1986-1987 : Les Petits Malins : Rachel
- 1986-1987 : Les Popples : Party
- 1986-1988[n 19] : Juliette je t'aime : Charlotte (1re Voix)
- 1987[n 18] : Kachi : Julie
- 1987-1988[n 16] : Max et Compagnie : Manu et Fanny (Voix de remplacement)
- 1987-1991[n 18] : Nicky Larson : Maruchka (épisode 59), princesse Salina (épisode 61 et 62), Isabelle (épisode 98 et 99)
- 1988-1989[n 16] : Caroline : Léa
- 1988-1989 : Naftaline : Naftaline
- 1989[n 20] : La Planète aux Etoiles : Sagi
- 1989[n 20] : Ranma ½ : Ranma fille (voix de remplacement, épisode 40)
- 1990 : Sophie et Virginie : Sophie Mercier
- 1990 : Papa Longues Jambes : Julia (2e voix de remplacement, épisodes 29 à 37)
- 1990-1992 : Les Moomins : Jolie Mie
- 1991-1994[n 21] : Doug : Patti Mayonnaise
- 1992 : Dragon Ball Z : Sidonie (épisode 170)
- 1992-1995 : Sailor Moon : Sailor Vénus / Matilda (1re Voix : Saison 1 à 4), Camille Rivière/ Sailor Chibi Moon
- 1993 : Mimi Cracra : C'est une copine : Mimi Cracra
- 1993-1994 : Les Maîtres des Bots : Blitzy Zulander
- 1996 : Couacs en vrac : Suzie (épisode 25), Sara (épisode 37)
- 1996-1999[n 22] : Les Nouvelles Aventures de Doug : Patti Mayonnaise
- 1998-1999 : Hercule : Artémis
- 1998-2000 : Godzilla : voix additionnelles
- 2013 : Mon pote le fantôme : Jane Wright et Madame X
- 2015-2018 : Overlord : Lumière

## Adaptation

### Cinéma

#### Films
- 1997 : Mon copain Buddy
- 1997 : Excess Baggage
- 2001 : Out of Line

#### Films d'animation
- 1957[n 23] : La Reine des neiges (1er doublage)
- 1991 : Hans and the Silver Skates
- 1994 : Budgie le petit hélicoptère
- 1995 : Puss in Boots

### Télévision

#### Téléfilms
- 1992 : Deuce Coupe
- 1997 : On the Edge of Innocence
- 1997 : Heart Full of Rain
- 1997 : Traits pour Traits
- 1998 : The Baby Dance
- 1999 : Unité spéciale : Une femme d'action
- 2000 : Petits Miracles
- 2001 : Tempête de feu
- 2001 : S.O.S. Vol 534
- 2002 : They Shoot Divas, Don't They ?
- 2002 : Redeemer
- 2002 : Le Visiteur de Noël
- 2002 : Just a Dream
- 2003 : Un été avec mon père
- 2003 : Un bébé tombé du ciel
- 2003 : Le Choix d'une vie
- 2003 : La Grande inondation
- 2003 : Ciel de glace
- 2004 : Un Fiancé pour Noël
- 2004 : Mon Enfant à tout prix
- 2004 : Marions-les !
- 2004 : Farscape : Guerre pacificatrice
- 2005 : The Engagement Ring
- 2005 : The Adventures of Greyfriars Bobby
- 2005 : Piège en eaux profondes
- 2005 : Le souvenir d'un frère
- 2009 : Hit and Run

#### Séries télévisées
- 1978-1984 : L'ile Fantastique
- 1982-1987 : Fame
- 1983-1995 : Amoureusement Vôtre
- 1984-1991 : Rick Hunter
- 1984-1996 : Arabesque
- 1987-1997 : Mariès, Deux enfants
- 1988-1994 : Dans la Chaleur de la Nuit
- 1989-1993 : Sauvés par le gong
- 1989-1993 : Code Quantum
- 1989-1997 : Woof
- depuis 1990 : New York Police Judiciaire (Pour Synchro Video)
- 1991-1999 : Les Dessous de Palm Beach
- 1992-1993 : Les Trois As
- 1992-1997 : Génération Musique
- 1993 : Nos Années Délire
- 1993-1997 : Lois et Clark : Les Nouvelles Aventures de Superman
- 1993-1999 : Une nounou d'enfer
- 1994-1995 : Sweet Justice, la loi de la Nouvelle Orléans
- 1994-1997 : Code Lisa
- 1994-1998 : Ellen
- 1994-2000 : La Vie à cinq
- 1994-2000 : Chicago Hope : La Vie à tout prix
- 1994-2003 : Les Anges du bonheur
- 1995-1997 : Fudge
- 1995-1998 : Cybill
- 1995-1999 : Cinq Sur Cinq
- 1995-2000 : Flipper
- 1996-1997 : Moloney
- 1996-1997 : Los Angeles Heat
- 1996-2000 : Psi Factor, Enquêtes mystérieuses
- 1996-2000 : Demain à la une
- 1996-2000 : Cosby
- 1996-2001 : Nash Bridges
- 1997-2000 : Pensacola
- 1997-2000 : Chérie, j'ai rétréci les gosses
- 1998-2001 : Sept jours pour agir
- 1998-2004 : Sex and the City
- 1999-2000 : La famille Green
- 1999-2002 : Le Loup-garou du campus
- 1999-2002 : Associées pour la Loi
- 1999-2003 : Farscape
- 2001-2002 : Philly
- 2001-2005 : Entreprise
- 2002-2006 : Everwood
- 2003 : Miss Match
- 2004-2006 : Huff
- 2005-2009 : Tout le monde déteste Chris
- 2005-2011 : Medium
- 2005-2012 : Weeds (Saison 1 à 8)
- 2005-2017 : Bones (Saison 4, épisode 2 et 3)
- 2006-2010 : Heroes
- 2010-2011 : Life Unexpected (Saison 2)

#### Séries d'animation
- 1990-1992 : Les Aventures de Robin des Bois
- 1993 : Toucan's Tecs : Les aventures de Zippi et Zac
- 1995-1996 : Les Aventures d'Hyperman
- 1996-1997 : Sky Dancers
- 1997 : Extrême Ghostbusters
- 1997 : Extrêmes Dinosaures
- 1999-2002 : Mona le Vampire
- 2000 : Peter Swift et le petit cirque
- 2000-2004 : Zentrix
- 2002 : Allô la Terre, ici les Martin
- 2004 : Le Comte de Monte Cristo